# Kwalifikacyjne turnieje interkontynentalne w piłce siatkowej mężczyzn do Letnich Igrzysk Olimpijskich 2000
Turnieje interkontynentalne do Letnich Igrzysk Olimpijskich w Sydney odbyły się w trzech miastach:
- Matosinhos (21-23 lipca 2000),
- Pireus (24-26 lipca 2000),
- Castelnau-le-Lez (25-27 lipca 2000).

## System rozgrywek
- W zawodach brało udział 12 zespołów.
- Zespoły zostały podzielone na 3, 4-drużynowe grupy.
- W grupach mecze rozegrane zostały systemem "każdy z każdym".
- Na igrzyska olimpijskie awansowali zwycięzcy grup.

## Drużyny uczestniczące
- Gospodarze:
  -  Portugalia
  -  Grecja
  -  Francja
- Afryka
  -  Tunezja
- Azja, Australia i Oceania:
  -  Japonia
  -  Chiny
  -  Chińskie Tajpej
- Europa:
  -  Hiszpania
  -  Holandia
- Ameryka Północna:
  -  Kanada
- Ameryka Południowa:
  -  Argentyna
  -  Wenezuela

## I Światowy Turniej Kwalifikacyjny -Matosinhos
Tabela
| Lp. | Drużyna    | Pkt | Mecze | Mecze | Mecze | Sety | Sety | Sety  | Małe punkty | Małe punkty | Małe punkty |
| Lp. | Drużyna    | Pkt | M     | W     | P     | wyg. | prz. | ratio | zdob.       | str.        | ratio       |
| --- | ---------- | --- | ----- | ----- | ----- | ---- | ---- | ----- | ----------- | ----------- | ----------- |
| 1   | Argentyna  | 6   | 3     | 3     | 0     | 9    | 1    | 9.000 | 254         | 215         | 1.181       |
| 2   | Japonia    | 5   | 3     | 2     | 1     | 6    | 3    | 2.000 | 212         | 190         | 1.116       |
| 3   | Wenezuela  | 4   | 3     | 1     | 2     | 4    | 8    | 0.500 | 249         | 281         | 0.886       |
| 4   | Portugalia | 3   | 3     | 0     | 3     | 2    | 9    | 0.222 | 237         | 266         | 0.891       |

Źródło: todor66.com
Punktacja: zwycięstwo – 2 pkt; porażka – 1 pkt
Zasady ustalania kolejności: 1. liczba punktów; 2. stosunek setów; 3. stosunek małych punktów; 4. bilans w bezpośrednich meczach
| 21.07.2000 | Argentyna | 3:0 (25:20, 25:21, 25:21) | Japonia |

| 21.07.2000 | Wenezuela | 3:2 (25:19, 25:23, 22:25, 25:27, 15:12) | Portugalia |

| 22.07.2000 | Argentyna | 3:1 (25:17, 25:27, 25:20, 25:20) | Wenezuela |

| 22.07.2000 | Japonia | 3:0 (25:21, 25:20, 25:21) | Portugalia |

| 23.07.2000 | Japonia | 3:0 (25:18, 25:15, 25:20) | Wenezuela |

| 23.07.2000 | Argentyna | 3:0 (25:21, 25:21, 29:27) | Portugalia |

## II Światowy Turniej Kwalifikacyjny -Pireus
Tabela
| Lp. | Drużyna   | Pkt | Mecze | Mecze | Mecze | Sety | Sety | Sety  | Małe punkty | Małe punkty | Małe punkty |
| Lp. | Drużyna   | Pkt | M     | W     | P     | wyg. | prz. | ratio | zdob.       | str.        | ratio       |
| --- | --------- | --- | ----- | ----- | ----- | ---- | ---- | ----- | ----------- | ----------- | ----------- |
| 1   | Hiszpania | 6   | 3     | 3     | 0     | 9    | 0    | MAX   | 228         | 178         | 1.281       |
| 2   | Chiny     | 5   | 3     | 2     | 1     | 6    | 5    | 1.200 | 248         | 244         | 1.016       |
| 3   | Grecja    | 4   | 3     | 1     | 2     | 3    | 7    | 0.429 | 214         | 227         | 0.943       |
| 4   | Tunezja   | 3   | 3     | 0     | 3     | 3    | 9    | 0.333 | 237         | 278         | 0.853       |

Źródło: todor66.com
Punktacja: zwycięstwo – 2 pkt; porażka – 1 pkt
Zasady ustalania kolejności: 1. liczba punktów; 2. stosunek setów; 3. stosunek małych punktów; 4. bilans w bezpośrednich meczach
Wyniki
| 24.07.2000 | Hiszpania | 3:0 (26:24, 25:19, 25:17) | Chiny |

| 24.07.2000 | Grecja | 3:1 (25:15, 20:25, 25:18, 25:17) | Tunezja |

| 25.07.2000 | Hiszpania | 3:0 (25:19, 25:17, 25:20) | Tunezja |

| 25.07.2000 | Chiny | 3:0 (25:18, 25:22, 25:22) | Grecja |

| 26.07.2000 | Chiny | 3:2 (25:21, 25:21, 23:25, 25:27, 15:12) | Tunezja |

| 26.07.2000 | Hiszpania | 3:0 (27:25, 25:17, 25:20) | Grecja |

## III Światowy Turniej Kwalifikacyjny -Castelnau-le-Lez
Tabela
| Lp. | Drużyna         | Pkt | Mecze | Mecze | Mecze | Sety | Sety | Sety  | Małe punkty | Małe punkty | Małe punkty |
| Lp. | Drużyna         | Pkt | M     | W     | P     | wyg. | prz. | ratio | zdob.       | str.        | ratio       |
| --- | --------------- | --- | ----- | ----- | ----- | ---- | ---- | ----- | ----------- | ----------- | ----------- |
| 1   | Holandia        | 6   | 3     | 3     | 0     | 9    | 1    | 9.000 | 234         | 188         | 1.245       |
| 2   | Francja         | 5   | 3     | 2     | 1     | 7    | 5    | 1.400 | 272         | 240         | 1.133       |
| 3   | Kanada          | 4   | 3     | 1     | 2     | 5    | 6    | 0.833 | 235         | 267         | 0.880       |
| 4   | Chińskie Tajpej | 3   | 3     | 0     | 3     | 0    | 9    | 0.000 | 146         | 225         | 0.649       |

Źródło: todor66.com
Punktacja: zwycięstwo – 2 pkt; porażka – 1 pkt
Zasady ustalania kolejności: 1. liczba punktów; 2. stosunek setów; 3. stosunek małych punktów; 4. bilans w bezpośrednich meczach
Wyniki
| 25.07.2000 | Holandia | 3:0 (25:17, 25:10, 25:15) | Chińskie Tajpej |

| 25.07.2000 | Francja | 3:2 (22:25, 25:23, 21:25, 25:21, 15:9) | Kanada |

| 26.07.2000 | Holandia | 3:0 (25:21, 25:18, 25:18) | Kanada |

| 26.07.2000 | Francja | 3:0 (25:23, 25:14, 25:16) | Chińskie Tajpej |

| 27.07.2000 | Kanada | 3:0 (25:19, 25:18, 25:14) | Chińskie Tajpej |

| 27.07.2000 | Holandia | 3:1 (25:20, 19:25, 25:23, 25:21) | Francja |